# Torre Vidal
La Torre Vidal és un xalet a Torelló (Osona) protegit com a Bé Cultural d'Interès Local.

## Arquitectura
Es tracta d'un edifici unifamiliar cantoner, de planta rectangular i coberta a quatre aigües que consta de planta baixa i pis. La casa forma part del conjunt industrial de la torneria Vidal i segueix el mateix sistema constructiu i la mateixa estètica que aquesta. Els murs són de paredat vist de còdol, reforçat i relligat amb verdugades de maó ceràmic.
La façana principal està orientada a sud. A cada pis hi ha tres obertures. L'eix central està marcat per la porta d'entrada i el balcó central del primer pis. A cada costat hi ha finestres. Totes les obertures són d'arc rebaixat fetes amb maó col·locat a sardinell. En ambdós pisos, dues franges de maó travessen la façana i les obertures, fent d'imposta. Una altra franja horitzontal divideix els dos pisos i és a la vegada retorn del voladís del balcó. Aquest presenta la barana de ferro forjat i decorat amb floritures i reganyols.
La façana està coronada per una cornisa de maó ceràmic formant una motllura esglaonada.
L'edifici està retirat uns 4 metres respecte de l'alineació del carrer i té al davant un jardinet. La façana lateral dreta està alineada a un carrer adjacent i tractada com a paret testera, és a dir sense una composició marcada.

## Història
L'edifici va ser construït entre 1898 i 1900 pels fills de Ramon Vidal Vial. Ramon Vidal havia iniciat un taller de torneria mecànica als baixos de la casa del carrer Sant Miquel, 18 l'any 1854. L'empresa dedicada a la fabricació de complements per a la filatura tèxtil prosperà.
Quan es construïren la casa i la fàbrica formaven un complex industrial amb mur de tanca per la part del carrer, porta d'accés a la fàbrica, caseta dels porters, porta i reixa d'accés a la fàbrica, petit jardí entre la reixa i la torre, escala exterior que comunicava la torre amb el pati de la fàbrica.
La torre no ha sofert modificacions importants des de la seva construcció. En una llicència d'obres de 1935, Antònia Espona sol·licitava permís per obrir una finestra per la part del corredor de can Vidal. L'obra la va realitzar Artur Codinachs, constructor.